# Schrankia virgata
Schrankia virgata är en fjärilsart som beskrevs av Barend J. Lempke 1966. Schrankia virgata ingår i släktet Schrankia och familjen nattflyn. Inga underarter finns listade.

## Bildgalleri

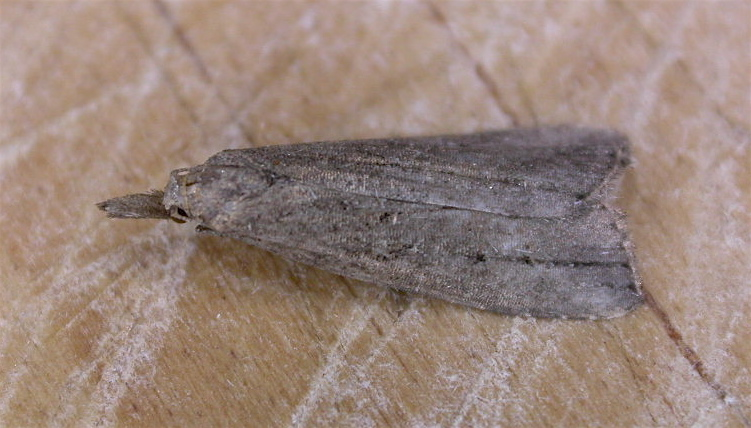